# Air Côte d'Ivoire
Air Côte d'Ivoire es la aerolínea de bandera de Costa de Marfil, con sede en Abiyán. La empresa sucedió a la antigua aerolínea de bandera del país, Air Ivoire, que quebró en 2011. Inició operaciones el 12 de noviembre de 2012.

## Historia
La aerolínea se creó el 15 de mayo de 2012,  como una entidad público-privada, parcialmente propiedad de Air France, que pretendía convertir el Aeropuerto Port Bouet en un centro regional, y el Fondo Aga Khan para el Desarrollo Económico (AKFED). Air Côte d'Ivoire tenía un capital inicial de 2500 millones de francos, propiedad mayoritaria del gobierno de Costa de Marfil (65%), y el resto en manos de Air France Finance (20%) y Aérienne de Participation-Côte d'Ivoire  (15%), sociedad de cartera de aerolíneas de AKFED. Costa de Marfil no había tenido aerolíneas nacionales desde el colapso de Air Ivoire en marzo de 2011.
La aerolínea tendrá "sinergias técnicas, comerciales y operacionales" con Air Mali y Air Burkina, otras dos aerolíneas asociadas con la AKFED.
En noviembre de 2012, estaba previsto que la nueva compañía tuviera 13 capitanes de vuelo, 12 primeros oficiales y 37 tripulantes de cabina. La empresa proyecta tener una capacidad de pasajeros de 330.000 por año. Transportó 253.000 pasajeros durante 2013.

## Destinos
Air Côte d’Ivoire sirve los siguientes destinos:

## Flota

### Flota Actual
La flota de Air Côte d’Ivoire se compone de estas aeronaves, con una edad media de 8.3 años (marzo de 2023):

### Flota Histórica
Air Côte d’Ivoire operaba antes las siguientes aeronaves: